# Francesco Todaro
Francesco Todaro (14 de fevereiro de 1839 – 22 de outubro de 1918) foi um anatomista italiano nascido em Tripi, uma vila na província de Messina.
Ele deu aulas de anatomia como Professor nas Universidades de Messina e Roma.
Nas seus estudos anatómicos sobre a estrutura do coração, ele descreveu uma extensão fibrosa da válvula de Eustáquio, agora chamada de "tendão de Todaro". No campo da zoologia, ele conduziu extensos estudos sobre uma variedade de tunicados conhecidos como salpas.